# Patambo
Patambo es un poblado mexicano del estado de Guerrero, Municipio de Coyuca de Catalán, ubicado en la Región de Tierra Caliente.

## Características
Patambo es una localidad en la que predomina el calor, presente en la mayor parte del año. En este poblado los meses del año más calurosos son marzo, abril, mayo y junio; las llamadas "épocas de lluvia" se dan a partir de los meses de junio, hasta mediados de octubre. En los meses de noviembre, diciembre y enero son donde se percibe un poco más de frío en esta región.

## Educación
Patambo cuenta con tres centros de educación adheridos a a la SEP;  jardín de niños  "Juan Escutia", la escuela Primaria "Venustiano Carranza" y la Telesecundaria "Ignacio Zaragoza". Patambo ha destacado por premios a nivel individual en cuanto a conocimientos, ya que en repetidas ocasiones, jóvenes de esta población han obtenido significativos premios a nivel municipal, regional, estatal y nacional, siendo recientes los premios obtenidos por alumnos de la primaria, donde uno de ellos llegó a nivel nacional.

## Tradiciones
En Patambo se celebran distintas fiestas tales como: año nuevo, día de Reyes, día del amor y la amistad, día de la bandera, Semana Santa, día del niño, día de Independencia, día de muertos, Navidad, Nochebuena, día de la virgen de Guadalupe y fin de año. Las celebraciones más destacadas o que más valor tienen en el poblado son: el día de la virgen de Guadalupe, que se celebra el día 12 de diciembre. La gente acostumbra a ir a la iglesia a velar la noche para después cantar las mañanitas hacia la virgen de Guadalupe. La otra celebración más importante del pueblo son las fiestas patronales dedicadas a San Nicolás Tolentino, se celebra con 6 días de fiesta en la plaza de toros donde todas las noches se dan cita varias personas para disfrutar Jaripero, baile y fuegos artificiales, además de música típica de la región, las fiestas oficialmente empiezan el 9 de septiembre con una misa hacia el Santo Patrón del pueblo, de ahí se celebra con fuegos artificiales. Pero los días de fiesta empiezan el 10 de septiembre y terminan el 16 de ese mismo mes, Patambo se ha distinguido por las grandes fiestas que se organizan no solo por traer a los mejores grupos y bandas de la región de Tierra Caliente y sus alrededores, si no por las grandes ganaderías de toros que hacen presencia en las fiestas patronales.